# Minspiration
Minspiration, som spelades 1981–1982, var en revymusikal av Povel Ramel i produktion av Knäppupp AB. Minspiration var Povel Ramels första större nyskrivna scenproduktion sedan De sista entusiasterna 1968. Povel Ramel stod för all text och musik. För regin svarade Hasse Ekman och Anders Ekdahl var kapellmästare.
Minspiration hade premiär på Berns i Stockholm den 1 september 1981, och senare turnerade föreställningen över hela Sverige samt i Helsingfors.

## Medverkande
Povel Ramel, Birgitta Andersson, Birgit Carlstén, Grynet Molvig och Jan Modin